# Компоновка легкового автомобиля

Эволюция компоновки легкового автомобиля с середины 1920-х по начало-середину 1940-х годов

Компоно́вка легково́го автомоби́ля — общая схема расположения главных агрегатов на раме легкового автомобиля.

## Число и расположение колёс

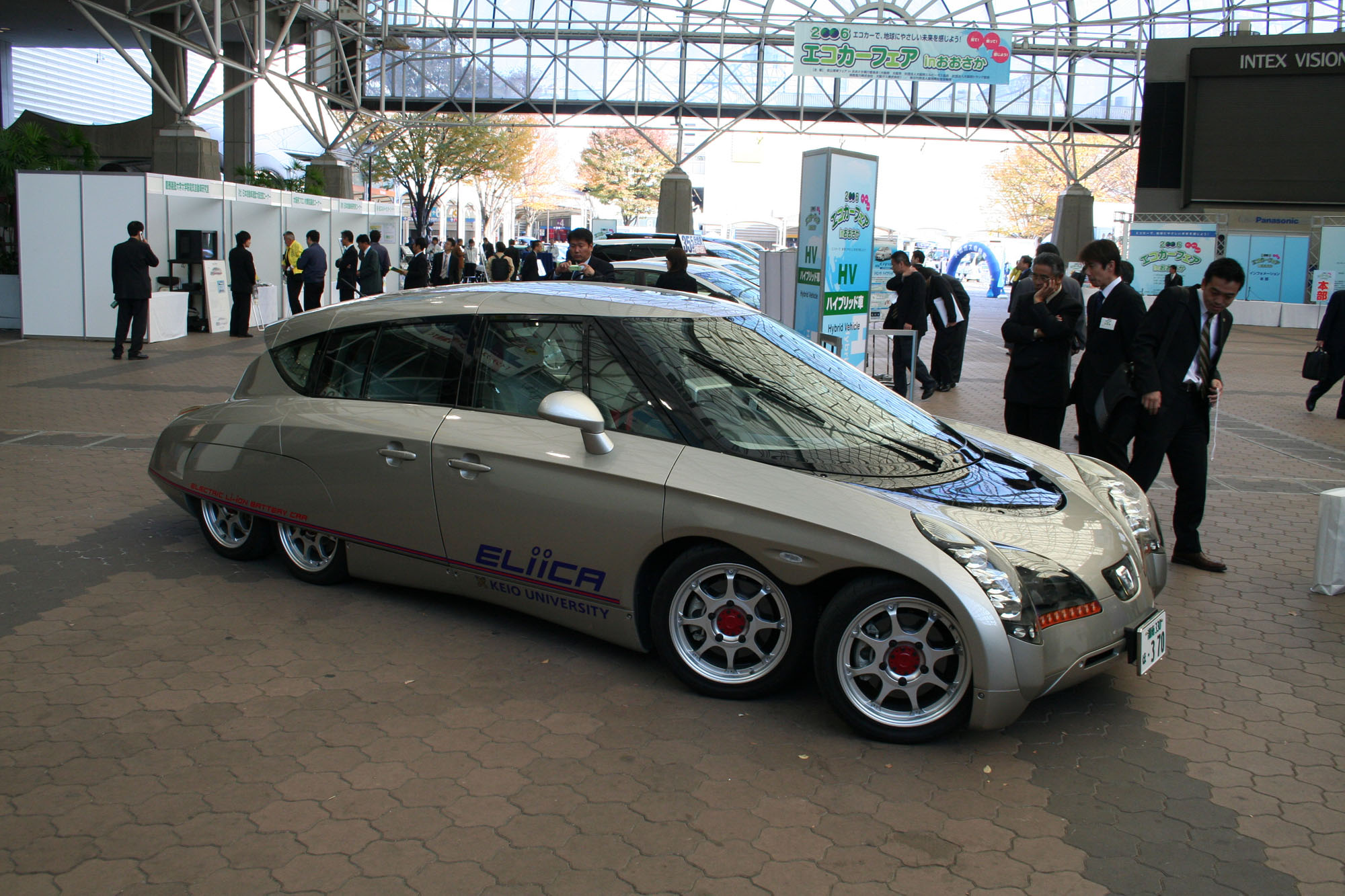
8-колёсный автомобиль

Подавляющее большинство легковых автомобилей имеют 4 одинаковых колеса, расположенных по углам прямоугольника. Некоторые имели и бо́льшее число колёс — 6 или 8. Существовали также экспериментальные модели с ромбовидным расположением колёс — 1 спереди по центру, 1 сзади по центру, 2 по бокам в средней части автомобиля. Все эти экзотические варианты оказались малопригодными для массовых легковушек.
Компания Lit Motors собирается выпускать двухколёсный самобалансирующийся автомобиль.
Далее речь будет идти только об обычном расположении колёс (4 по углам прямоугольника).

## Расположение управляемых колёс
Управляемые колёса (то есть используемые для изменения траектории движения автомобиля) делают либо передние, либо все. Автомобиль с одними задними управляемым колёсами был бы чрезвычайно склонен к заносу, поэтому такую схему используют только на тихоходных машинах (например, автопогрузчиках).
При всех управляемых колёсах используют специальные алгоритмы. Казалось бы, логично было бы поворачивать задние колёса на тот же угол, что и передние, но в противоположную сторону. Однако такой автомобиль опять-таки был бы очень склонен к заносу, поэтому эта система применима только на тихоходных машинах (например, на вездеходах, где движение задних колёс по той же колее, что и передние, значительно уменьшает сопротивление на мягком грунте). На обычных автомобилях задние управляемые колёса на большой скорости поворачиваются в ту же сторону, что и передние (но на меньший угол) — это улучшает противозаносные свойства автомобиля, а на малой скорости они поворачиваются в противоположную сторону, чтобы улучшить манёвренность.
Иногда задние управляемые колёса поворачиваются в ту же сторону, что и передние, при малом угле поворота передних колёс, и в противоположную сторону при большом угле поворота передних колёс — при этом исходят из того, что водитель поворачивает руль на большой угол только при малой скорости автомобиля.

## Капотная и вагонная компоновка

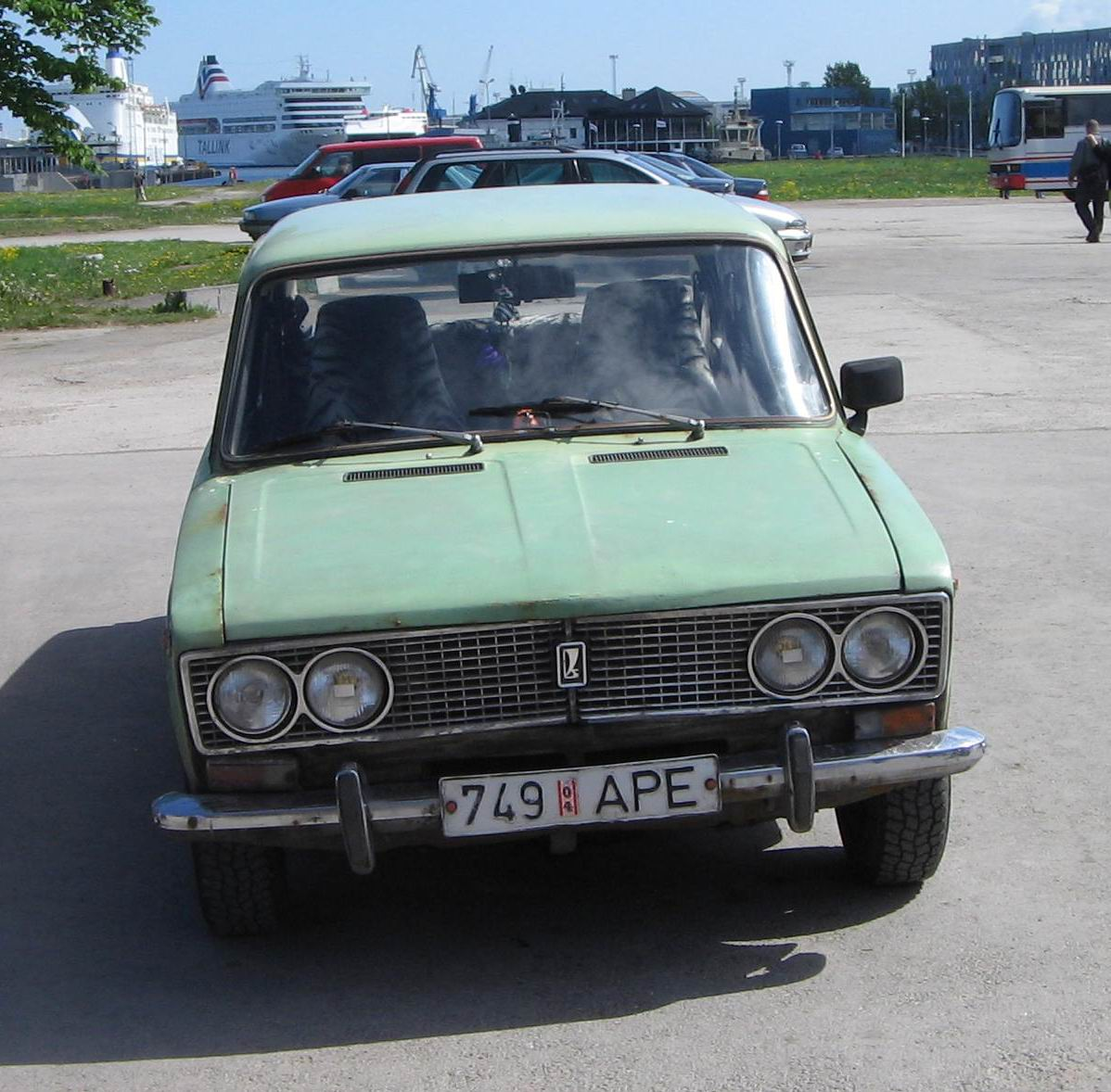
Капотная компоновка — ВАЗ-2103
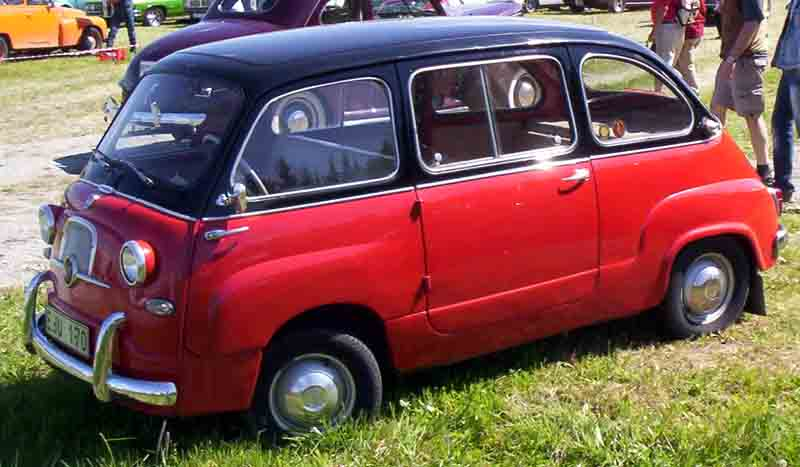
Вагонная компоновка — Fiat 600 Multipla
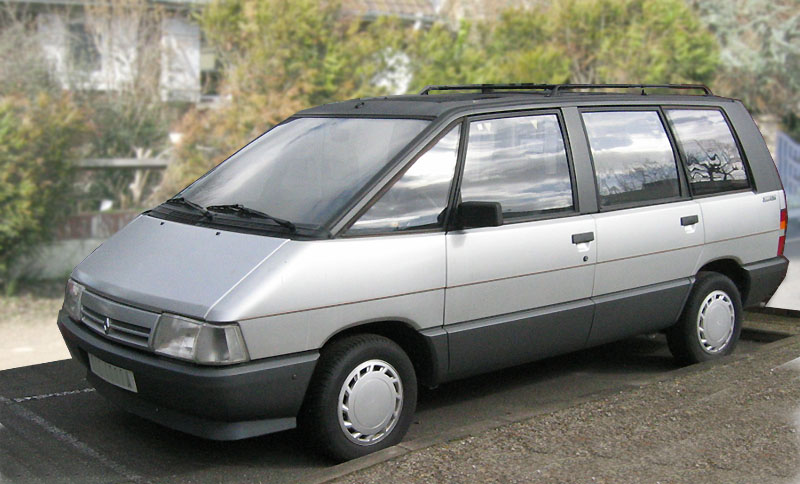
Однообъёмная (бескапотная) компоновка — Renault Espace I

На подавляющем большинстве легковых автомобилей передняя часть кузова имеет малую высоту — там размещается двигатель или (при заднем расположении двигателя) багажник. Водитель размещается позади этого объёма малой высоты и смотрит поверх него. Это и образует капотную компоновку.
Неоднократно предпринимались попытки передвинуть пассажирское отделение автомобиля в крайнее переднее положение (что и составляют сущность вагонной компоновки). По мысли конструкторов, это должно было обеспечить более рациональное использование внутреннего пространства, а также лучший обзор с места водителя. В СССР были созданы экспериментальные легковые автомобили вагонной компоновки НАМИ-013 и «Белка», ВНИИТЭ-ПТ. Однако вагонная компоновка с размещением водителя и переднего пассажира в районе передних колёс затрудняет им вход и выход; кроме того, создаются проблемы с обеспечением пассивной безопасности. На средне- и крупнотоннажных грузовиках и автобусах эти проблемы не так существенны, и для них вагонная (бескапотная) компоновка стала стандартной.
Существует также полукапотная компоновка — капот и ветровое стекло сильно наклонены так, что сливаются в одну поверхность, что и обеспечивает «однообъёмность» кузова, хотя передняя часть кузова по-прежнему занята двигателем, как и при обычной капотной компоновке.

## Расположение ведущих колёс

### Заднеприводная компоновка
За́дний при́вод — конструкция трансмиссии автомобиля, когда крутящий момент, создаваемый двигателем, передаётся на задние колёса.
Задний привод в сочетании с передним расположением двигателя часто называют «классической компоновкой», потому что такая конструкция автомобиля ранее была наиболее распространённой из-за более простой технической реализации.
На заднеприводном автомобиле повёрнутые передние колёса создают эффект торможения, а толкающие задние — избыточную силу, поэтому заднеприводные автомобили тяготеют к заносу (скольжению задней оси в повороте), что называется избыточной поворачиваемостью.

### Переднеприводная компоновка
Передний привод — конструкция трансмиссии автомобиля, при которой крутящий момент, создаваемый двигателем, передаётся на передние колёса. Переднеприводный автомобиль «под газом» стремится спрямить траекторию поворота, что называется недостаточной поворачиваемостью.

### Полноприводная компоновка
Все колёса ведущие, двигатель может быть расположен как спереди («Субару», «Ауди»), так и сзади («Порше» и некоторые другие спортивные машины), или по центру («Ламборгини» и прочие экзотические марки).
Трансмиссия получается наиболее сложная и тяжёлая, но зато значительно улучшаются ходовые свойства и проходимость автомобиля. Используется как на внедорожниках, так и на достаточно дорогих легковых автомобилях («Субару», «Ауди», «Тойота», «Ниссан») и т. д.
Такому типу компоновки свойственны наибольшие трансмиссионные потери (низкий КПД) и наименее благоприятное влияние на компоновку салона и багажного отделения.

## Расположение двигателя

### Заднемоторная компоновка
Двигатель расположен сзади, за задней осью, ведущие колёса задние (в редких случаях — как с «Порше Турбо» или модель 959 той же марки — привод полный). Двигатель и трансмиссия объединены в один компактный агрегат (как в случае переднеприводной компоновки), однако здесь ведущие и управляемые колёса разделены, что упрощает конструкцию. Багажник расположен спереди, но его объём получается небольшим из-за того, что много места занимают ниши управляемых передних колёс.
Как правило, задняя ось оказывается более нагруженной, чем передняя. Это улучшает проходимость, но в то же время создаёт повышенную склонность к заносу.

### Центральномоторная (среднемоторная) компоновка
Двигатель расположен в пределах колёсной базы (перед задней осью или за передней). Это улучшает баланс нагрузки на переднюю и заднюю ось (50:50); кроме того, уменьшается момент инерции при вращении вокруг вертикальной оси, что улучшает поворачиваемость. Поскольку здесь двигатель (особенно продольного расположения) отнимает часть пространства от пассажирского салона, то такую компоновку используют главным образом на дорожно-спортивных машинах класса GT с одним рядом сидений или дополнительным рядом более компактных «детских» сидений (схема 2+2), а также на гоночных одноместных (монопосты) и двухместных (баркетты, родстеры, спайдеры и купе) болидах для трековых и шоссейно-кольцевых гонок, например, Формула-1, Ле-Ман, NASCAR, а также ралли (Lancia) и т. д. Существуют два варианта размещения двигателя в базе: продольное, например, у большинства моделей Ferrari и Lamborghini, и поперечное, например, Honda NSX и Toyota MR2. Второй тип компоновки более компактен и даёт возможность использовать силовой агрегат от массовых переднеприводных моделей.
На некоторых японских микровэнах вагонной компоновки, двигатель рабочим объёмом до 660 см³ (Q-класс) с горизонтальным расположением цилиндров размещается в пределах колёсной базы под полом салона, например, Daihatsu Atrai. Такую компоновку также можно считать среднемоторной.

### Переднемоторная компоновка
Двигатель расположен спереди. Ведущие колёса могут быть как задние, так и передние.

## Компоновки по расположению двигателя и ведущих колёс
|                            | Передний привод                              | Полный привод                              | Задний привод                                      |
| -------------------------- | -------------------------------------------- | ------------------------------------------ | -------------------------------------------------- |
| Переднемоторная компоновка | Переднемоторная, переднеприводная компоновка | Переднемоторная, полноприводная компоновка | Переднемоторная, заднеприводная компоновка         |
| Среднемоторная компоновка  | Среднемоторная, переднеприводная компоновка  | Среднемоторная, полноприводная компоновка  | Передняя среднемоторная, заднеприводная компоновка |
| Среднемоторная компоновка  | Среднемоторная, переднеприводная компоновка  | Среднемоторная, полноприводная компоновка  | Задняя среднемоторная, заднеприводная компоновка   |
| Заднемоторная компоновка   | Заднемоторная, переднеприводная компоновка   | Заднемоторная, полноприводная компоновка   | Заднемоторная, заднеприводная компоновка           |

Автомобили с соответствующими компоновками:
| Автомобили по типу компоновки | Автомобили по типу компоновки                              | Автомобили по типу компоновки                            | Автомобили по типу компоновки                                                                                                   |
|                               | Передний привод                                            | Полный привод                                            | Задний привод |
| ----------------------------- | ---------------------------------------------------------- | -------------------------------------------------------- | --- |
| Переднемоторная компоновка    | Автомобили с переднемоторной, переднеприводной компоновкой | Автомобили с переднемоторной, полноприводной компоновкой | Автомобили с переднемоторной, заднеприводной компоновкой                                                                        |
| Среднемоторная компоновка     | Автомобили с среднемоторной, переднеприводная компоновкой  | Автомобили с среднемоторной, полноприводной компоновкой  | Автомобили с передней среднемоторной, заднеприводной компоновкой Автомобили с задней среднемоторной, заднеприводной компоновкой |
| Заднемоторная компоновка      | Автомобили с заднемоторной, переднеприводной компоновкой   | Автомобили с заднемоторной, полноприводной компоновкой   | Автомобили с заднемоторной, заднеприводной компоновкой                                                                          |